# L'ultimo amore
L'ultimo amore è un album del cantante italiano Mariano Apicella pubblicato dalla Universal Music Group nel 2006.

## Tracce
1. Tempo di rumba
2. Le stagioni del cuore
3. Suè suè suè
4. Me dice addio
5. Ciucculata 'e cafè
6. Male di te
7. Il fantasma di un amore
8. Come farò
9. La donna della mia vita
10. Dopo di me
11. La tua arroganza
12. Amore mio goodbye
13. Ogge fa n'anno
14. L'ultimo amore

## Formazione
- Mariano Apicella – voce
- Elvezio Fortunato – chitarra
- Paulo Felix Cossio La Rosa – percussioni
- Adriano Pennino – tastiera, programmazione, pianoforte
- Aldo Mercurio – basso
- Raffaele Veronesi – batteria
- Luca Meneghello – chitarra
- Lele Melotti – batteria
- Emiliano Martinello – percussioni
- Roberto D'Aquino – basso
- Maurizio Fiordiliso – chitarra acustica, chitarra elettrica
- Massimo Tempia – tastiera
- Luca Visigalli – basso
- Sandro De Bellis – percussioni
- Fabrizio Sforzini – basso
- Gianmarco Careddu – batteria
- Demo Morselli – tromba
- Ambrogio Frigerio – trombone
- Massimo Zagonari – sassofono tenore, sassofono soprano, flauto
- Pericle Odierna – flauto
- Umberto Gnassi – clarinetto
- Luca Sbardella – fisarmonica, clarinetto
- Claudia Arvati, Fabrizio Palma, Rossella Ruini, Letizia Liberati – cori